# ام ۱۱۲۸
ام۱۱۲۸سیستم توپخانه‌ای متحرک (انگلیسی: M1128 Mobile Gun System یا به اختصار M1128 MGS) یک خودروی زرهی هشت چرخه و دارای سه خدمه از خانواده خودروی جنگی استرایکر است که به یک توپ تانک مدل M68A2 با کالیبر ۱۰۵ میلیمتری مجهز شده‌است. این زره‌پوش بر اساس خودروی سبک LAV III کانادایی، تولید شده توسط شرکت General Dynamics Land Systems ساخته شده‌است. این زره پوش هم‌اکنون در خدمت ارتش ایالات متحده است و برای پذیرش در چندین کشور دیگر نیز مورد توجه قرار گرفته‌است.

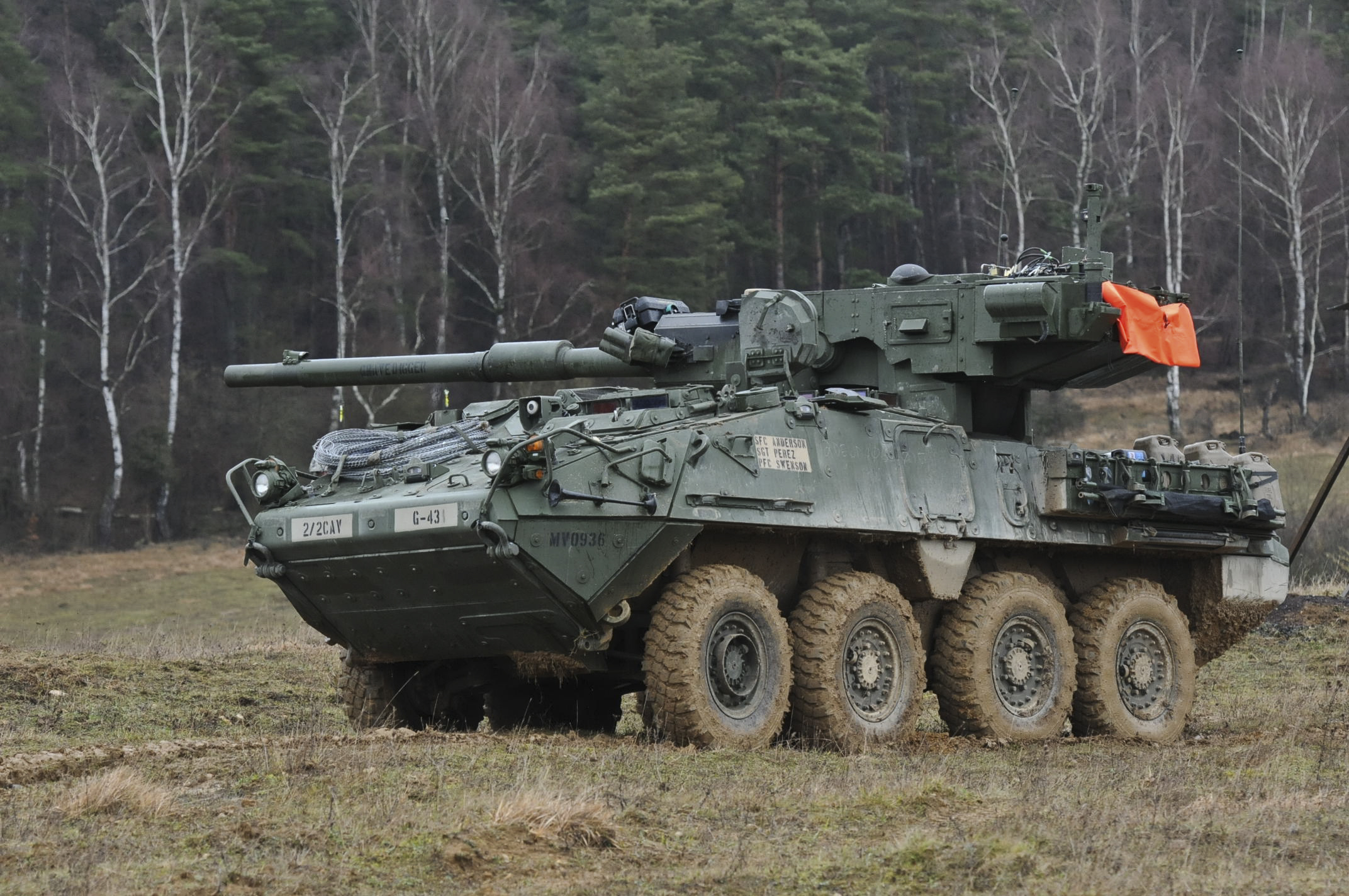
ام۱۱۲۸ سیستم توپخانه‌ای متحرک در یک تمرین در سال ۲۰۱۵ میلادی.

ام۱۱۲۸ دارای سیستم بارگذاری خودکار توپ یا همان Autoloader است و می‌تواند ۱۸ عدد از مهمات توپ اصلی را در نوار بارگذار واقع در قسمت عقب زره‌پوش ذخیره کند. این وسیله عمدتاً برای حمایت از پیاده‌نظام در عملیاتهای جنگی ساخته شده و می‌تواند برخی نقش تانک‌ها را در میدان نبرد به عهده بگیرد اما برای نبرد مستقیم با تانک‌ها به خصوص تانکهای اصلی میدان نبرد طراحی نشده‌است و حداکثر حفاظت زره آن در برابر مهمات ۱۴٫۵ میلیمتری می‌باشد ولی به‌طور کلی در رده زره‌کوبها یا شکارچی‌های تانک (Tank Destroyer) و توپ‌های تهاجمی (Assault Gun) قرار می‌گیرد. سلاح ثانویه ام۱۱۲۸ یک قبضه تیربار کالیبر ۵۰. ام۲ (M2 .50 Caliber Machine Gun) و یک قبضه تیربار ام۲۴۰سی (M240C Machine Gun) می‌باشد.

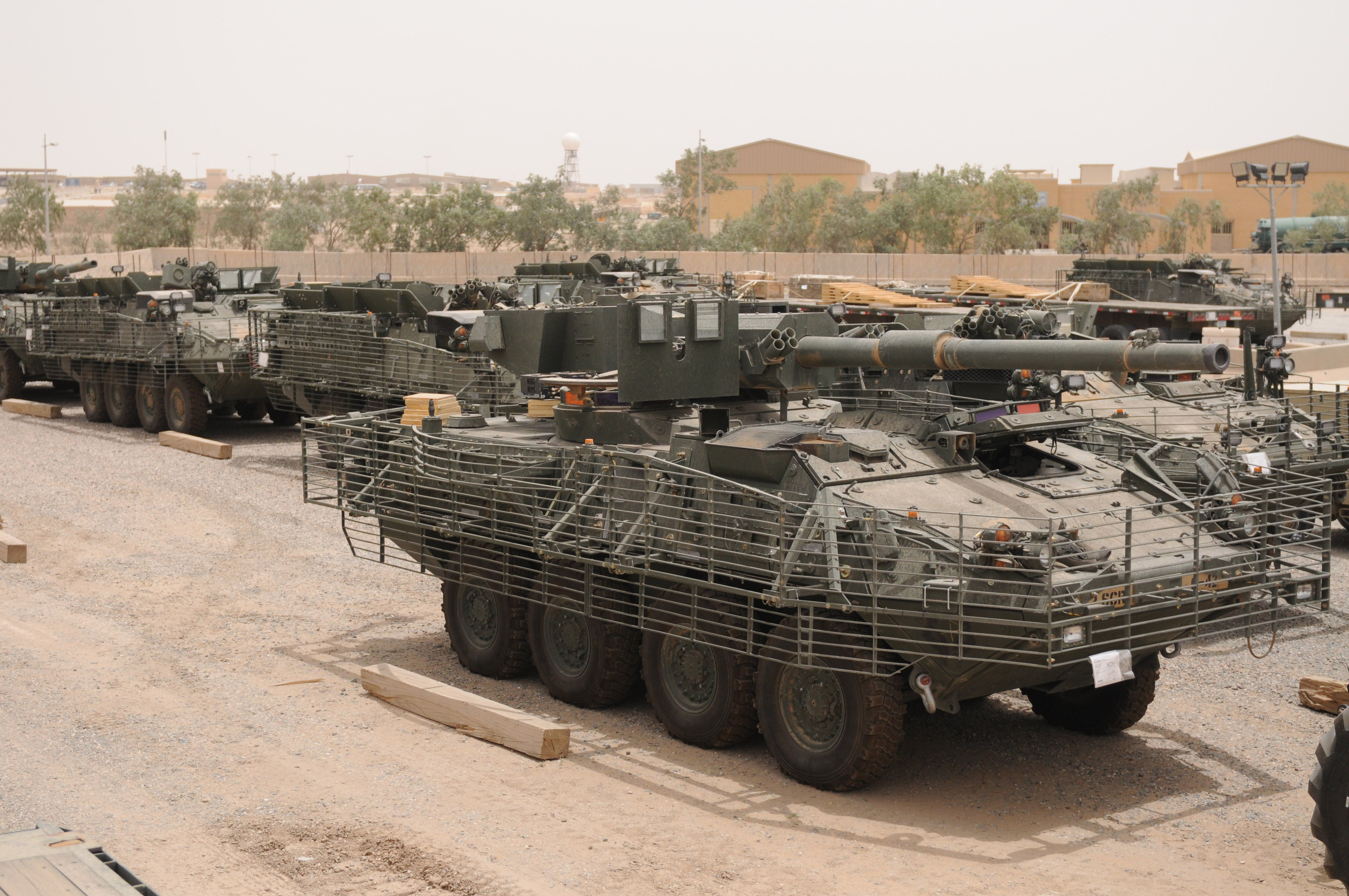
ام۱۱۲۸ و چندین استرایکر دیگر کمی قبل از فرستاده شدن به افغانستان در سال ۲۰۰۸ میلادی.

توپ ۱۰۵ میلیمتری این زره‌پوش دارای نرخ آتش شش گلوله بر دقیقه است و می‌تواند چهار نوع مهمات را شلیک کند:
۱) پرتابه‌های انرژی جنبشی (Kinetic Energy Penetrator) مدل M900 برای نفوذ مستقیم و پاره کردن زره حفاظتی زره‌پوش‌های دیگر طراحی شده‌است و در صورت برخورد با زاویهٔ مناسب، اثر تخریبی فوق‌العاده بالایی را برای هدف به بار می‌آورند. چون این پرتابه‌ها فاقد خرج انفجاری هستند بنابراین کاربرد آنها محدود به خودروها و زره‌پوش هاست.
۲) پرتابه‌های انفجارقوی ضدتانک (High Explosive Anti-Tank) مدل M456A2 که برای از نابودکردن وسایل زرهی با حفاظت زرهی تا حد متوسط و پایین مناسب بوده و به دلیل ترکش‌شوندگی قابلیت استفاده علیه پیاده‌نظام را نیز دارا می‌باشد.
۳) پرتابه‌های انفجارقوی پلاستیکی (High Explosive Plastic) مدل M393A3 مناسب برای از بین بردن سنگرها و پناهگاه‌ها، موقعیت‌های مسلسل و تک تیراندازها و ایجاد حفره‌هایی در دیوارها و ساختمانها برای دسترسی راحت‌تر پیاده‌نظام.
۴) و درنهایت پرتابه‌های کانیستر (Canister Shot) مدل M1040 که دارای خاصیت ترکش‌شوندگی بسیار بالایی بوده و مخصوص استفاده برضد نیروهای پیاده در محوطه‌های باز و بدون حفاظت است.
طول این وسیله ۶٫۹۵، عرض آن ۲٫۷۲ و ارتفاع آن ۲٫۶۴ متر بوده و وزن آن ۱۸٫۷۷ تن است. در مورد پیشران این زره‌پوش نیز می‌توان گفت که مجهز به یک موتور توربودیزل کاترپیلار۳۱۲۶ با قدرت ۳۵۰ اسب بخار است که آنرا به نهایت سرعت ۹۶ کیلومتر بر ساعت (۶۰ مایل بر ساعت) می‌رساند؛ بنابراین نسبت قدرت به وزن آن حدود ۱۴ اسب بخار بر تن است. همچنین ظرفیت مخزن سوخت آن ۲۱۲ لیتر و دارای برد عملیاتی نزدیک به ۵۲۸ کیلومتر است.